# 25-я воздушная истребительная армия ПВО
25-я воздушная истребительная армия ПВО (25-я ВИА ПВО) — оперативное объединение войск ПВО СССР, предназначенное для обеспечения задач противовоздушной обороны самостоятельно и во взаимодействии с другими видами Вооружённых Сил и родами войск (сил) ВС СССР.

## Формирование
Воздушная истребительная армия сформирована в связи с решением Правительства СССР о реорганизации системы ПВО страны и в соответствии с приказом Министра Вооружённых Сил СССР от 7 июля 1948 года на базе Ленинградского гвардейского истребительного авиационного корпуса ПВО в апреле 1949 года.

## Переформирование
В соответствии с формированием новой системы противовоздушной обороны страны армия к 1 сентября 1954 года была расформирована в соответствии с Директивой Генерального штаба СА

## Подчинение
| Объединение             | Период                  |
| ----------------------- | ----------------------- |
| Ленинградский район ПВО | 01.04.1949 — 20.03.1950 |
| Главнокомандующий ПВО   | 20.03.1950 — 03.07.1954 |

## Командующий
- Генерал-майор авиации Антонов Николай Дмитриевич[4], 01.05.1949 г. — 01.12.1949 г.
- Генерал-майор авиации Митенков Алексей Иванович, 01.12.1949 г. — 01.02.1952 г.
- Генерал-майор авиации Забалуев Вячеслав Михайлович[5], 01.02.1952 г. — 01.03.1954 г.
- Генерал-майор авиации Крупенин Иван Владимирович, 02.1954 — 08.1954

## Состав
- 41-я истребительная авиационная дивизия ПВО (Пушкин):
  - 11-й гвардейский истребительный авиационный полк ПВО;
  - 27-й гвардейский истребительный авиационный полк ПВО;
  - 103-й гвардейский истребительный авиационный полк ПВО,
- 44-я истребительная авиационная дивизия ПВО (Горелово):
  - 26-й гвардейский истребительный авиационный полк ПВО;
  - 102-й гвардейский истребительный авиационный полк ПВО;
  - 298-й истребительный авиационный полк ПВО (вновь формируемый),
- 4-я зенитно-прожекторная дивизия:
  - 2-й зенитно-прожекторный полк;
  - 11-й зенитно-прожекторный полк;
  - 13-й зенитно-прожекторный полк.

В 1952 году на основании приказа Военного министра 4-я зенитно-прожекторная дивизия была передана в состав наземных войск Ленинградского района ПВО. По состоянию на 1 мая 1953 года в составе армии было четыре истребительных авиационных дивизии ПВО.
- 20-я истребительная авиационная дивизия ПВО (Громово);
- 41-я истребительная авиационная дивизия ПВО (Пушкин);
- 44-я истребительная авиационная дивизия ПВО (Горелово);
- 50-я истребительная авиационная дивизия ПВО (Левашово);
- 81-я истребительная авиационная дивизия ПВО (Тапа, Эстония), вновь сформированная в составе трёх полков:
  - 609-й истребительный авиационный полк ПВО;
  - 655-й истребительный авиационный полк ПВО;
  - 656-й истребительный авиационный полк ПВО (Левашово)

## Базирование
| Период            | Город     |
| ----------------- | --------- |
| 02.1949 — 09.1954 | Ленинград |